# Ruslan Tagirovič Chučbarov
Ruslan Tagirovič Chučbarov (Galaški, 12 novembre 1972 – Beslan, 3 settembre 2004) è stato un terrorista russo di etnia inguscia.
Fu il capo del gruppo di separatisti ceceni che uccise 314 ostaggi nella strage di Beslan il 1–3 settembre 2004 nell'Ossezia del nord in Russia.

## Biografia
Ruslan Chučbarov nacque nel 1972 nella famiglia di un trattorista. Dopo la laurea, nel 1995, si trasferì a Orël. Chučbarov era disoccupato e non aveva una fonte di reddito pubblicamente nota. Ruslan divenne ricercato nel giugno 1998 per un doppio omicidio di due membri della diaspora armena che commise nel maggio di quell'anno. Fuggì in Cecenia, dove si sottopose a un allenamento estensivo delle armi in uno dei campi di preparazione dei separatisti ceceni. Dopo l'inizio della seconda guerra cecena, Chučbarov combatté per i comandanti Ibragimov e Arbi Baraev, aggregandosi poi alla brigata di Šamil Basaev. Infine Ruslan divenne un membro del cerchio interno di Basaev, che partì per ultimo affidando a Chučbarov l'esecuzione degli attacchi terroristici.